# Owen Johnson
Owen Johnson – amerykański historyk. Zajmuje się głównie historią mediów. Wykładowca na Indiana University.
W 1968 ukończył studia licencjackie na Washington State University. Doktorat uzyskał w 1978 na University of Michigan. Autor książki Slovakia 1918-1938: Education and the Making of a Nation (1985)